# Reichsmarka
Reichsmarka (njem. Reichsmark) bila je njemačka valuta u razdoblju od 1924. do 1948.

## Kovanice

### Kovanice prije rata
| Slika | Vrijednost       | Metal              | Prva godina izdavanja | Zadnja godina izdavanja |
| ----- | ---------------- | ------------------ | --------------------- | ----------------------- |
|       | 1 Reichspfennig  | Bronca             | 1936.                 | 1940.                   |
|       | 2 Reichspfennig  | Bronca             | 1936.                 | 1940.                   |
|       | 5 Reichspfennig  | aluminijska bronca | 1936.                 | 1939.                   |
|       | 10 Reichspfennig | aluminijska bronca | 1936.                 | 1939.                   |
|       | 50 Reichspfennig | Nikal              | 1938.                 | 1939.                   |
|       | 1 Reichsmark     | Nikal              | 1933.                 | 1939.                   |
|       | 2 Reichsmark     | srebro             | 1936.                 | 1939.                   |
|       | 5 Reichsmark     | srebro             | 1936.                 | 1939.                   |

### Varijante kovanica
| Slika | Vrijednost       | Metal    | Prva godina izdavanja | Zadnja godina izdavanja |
| ----- | ---------------- | -------- | --------------------- | ----------------------- |
|       | 50 Reichspfennig | Aluminij | 1935.                 | 1935.                   |
|       | 5 Reichsmark     | srebro   | 1935.                 | 1936.                   |

### Ratne kovanice
| Slika | Vrijednost       | Metal    | Prva godina izdavanja | Zadnja godina izdavanja |
| ----- | ---------------- | -------- | --------------------- | ----------------------- |
|       | 1 Reichspfennig  | cink     | 1940.                 | 1945.                   |
|       | 5 Reichspfennig  | cink     | 1940.                 | 1944.                   |
|       | 10 Reichspfennig | cink     | 1940.                 | 1945.                   |
|       | 50 Reichspfennig | aluminij | 1939.                 | 1944.                   |

## Reichskreditkassenscheine
Njemačke novčanice iz emisije Reichskreditkassenschein bile su tiskane za upotrebu samo i isključivo u okupiranim zemljama od 1939. do 1945. godine. Tiskane su u apoenima od 50 Reichspfenniga do 50 Reichsmaraka.
Time je njemački Treći Reich imao ekonomsko-financijsku kontrolu nad pokorenim državama, a pošto su unutar njemačkih granica i izvan njih korištene različite novčanice, ona prava njemačka Reichsmarka zadržavala je svu svoju monetarnu snagu.

### Reichskreditkassenschein na području NDH
Od dana 25. travnja 1941. godine, Ministarstvo narodnog gospodarstva i njegov Odjel za državne financije dopuštalo je da pučanstvo NDH preko odgovarajućih novčanih zavoda prima od njemačkih vojnika novčanice s oznakama „Reichskreditkassenschein”. Te su se novčanice mogle zamjenjivati u omjeru 1:20, tj. za jednu takvu marku moglo se zakonski dobiti dvadeset dinara (nešto kasnije kuna). Odlukom broj 2.702-1941. Odsjeka za novčarstvo i osiguranje Državne riznice NDH od 12. kolovoza 1941. godine, povučene su iz optjecaja i potpuno je zabranjena bilo kakva njihova zamjena za kune nakon 23. kolovoza 1941.
Nakon pada Italije 1943. korištene su na području Operativne zone Jadransko primorje (Operationszone Adriatisches Küstenland - OZAK) pod njemačkom upravom, čijim dijelom je bila i Istra.
| Slika | Vrijednost       | Prva godina izdavanja | Zadnja godina izdavanja |
| ----- | ---------------- | --------------------- | ----------------------- |
|       | 50 Reichspfennig | 1938.                 | 1945.                   |
|       | 1 Reichsmark     | 1938.                 | 1945.                   |
|       | 2 Reichsmark     | 1938.                 | 1945.                   |
|       | 5 Reichsmark     | 1938.                 | 1945.                   |
|       | 20 Reichsmark    | 1938.                 | 1945.                   |
|       | 50 Reichsmark    | 1938.                 | 1945.                   |

## Vanjske poveznice
- Više informacija o njemačkim novčanicama  Arhivirana inačica izvorne stranice od 10. ožujka 2011. (Wayback Machine)
- Novčanice ere drugog svjetskog rata u Njemačkoj  Arhivirana inačica izvorne stranice od 3. ožujka 2016. (Wayback Machine)
- Kolekcionarske novčanice Trećeg Reicha  Arhivirana inačica izvorne stranice od 30. listopada 2010. (Wayback Machine)
- Weimarske novčanice (rus.)
- Novčanice Trećeg Reicha (rus.)
- Novčanice Trećeg Reicha 1933.-1935.  Arhivirana inačica izvorne stranice od 8. listopada 2011. (Wayback Machine) (rus.)
- Novčanice Trećeg reicha 1936.-1945.  Arhivirana inačica izvorne stranice od 8. listopada 2011. (Wayback Machine) (rus.)